# Критерий на Фурие
Критерият на Фурие Fo, наречен на френският учен Жан Батист Жозеф Фурие, е безразмерна величина, един от т. нар. критерии на подобието.
Той се дефинира със следната формула:
{\displaystyle {Fo}=a\cdot {\frac {t}{L^{2}}}={\frac {\lambda }{c_{p}\cdot \rho }}\cdot {\frac {t}{L^{2}}}}
- {\displaystyle a} е коефициент на температуропроводност, дефиниран чрез
  - {\displaystyle \lambda } коефициент на топлопроводност
  - {\displaystyle c_{p}} специфичен топлинен капацитет
  - {\displaystyle \rho } плътност
- {\displaystyle t} времето на процеса
- {\displaystyle L} характеристична дължина

Критерият на Фурие се използва, заедно с критерия на Био Bi, при разглеждането на проблеми свързани с нестационарната топлопроводност, охлаждане на телата и др. Fo може да се използва и при описание на масопренасянето, в този случай коефициента на температуропроводност а се замества с коефицента на дифузия D.